# Moroges
Moroges est une commune française située dans le département de Saône-et-Loire, en région Bourgogne-Franche-Comté.

## Géographie
Moroges est perchée sur une colline qui atteint 467 mètres d'altitude au cœur des vignobles de la côte chalonnaise.

### Lieux-dits et écarts
La Chaumotte, Nangle, la Grange, Sous Craie, la Croix de Bois, les Chats, la Luolle, le Pertuisot, les Cloux, la Citadelle, Murissey, Monceau, le moulin Charretier, le moulin Brûlé, le moulin Violot, Fissey, Monceau, les Chaumes, en Lombeau, la Baume, les Bouche-loups, les Vareilles, Dijon, le Pontot, Sous Velle, en Mauvais.

### Climat
Pour des articles plus généraux, voir Climat de la Bourgogne-Franche-Comté et Climat de Saône-et-Loire.
En 2010, le climat de la commune est de type climat océanique dégradé des plaines du Centre et du Nord, selon une étude du Centre national de la recherche scientifique s'appuyant sur une série de données couvrant la période 1971-2000. En 2020, Météo-France publie une typologie des climats de la France métropolitaine dans laquelle la commune est dans une zone de transition entre le climat océanique altéré et le climat océanique altéré et est dans la région climatique Bourgogne, vallée de la Saône, caractérisée par un bon ensoleillement (1 900 h/an), un été chaud (18,5 °C), un air sec au printemps et en été et des vents faibles.
Pour la période 1971-2000, la température annuelle moyenne est de 11 °C, avec une amplitude thermique annuelle de 17,9 °C. Le cumul annuel moyen de précipitations est de 842 mm, avec 11,5 jours de précipitations en janvier et 7,1 jours en juillet. Pour la période 1991-2020, la température moyenne annuelle observée sur la station météorologique de Météo-France la plus proche, « Chalon-Champforgueil », sur la commune de Champforgeuil à 15 km à vol d'oiseau, est de 11,4 °C et le cumul annuel moyen de précipitations est de 736,5 mm. 
La température maximale relevée sur cette station est de 39,7 °C, atteinte le 12 août 2003 ; la température minimale est de −17,6 °C, atteinte le 20 décembre 2009,,.
Les paramètres climatiques de la commune ont été estimés pour le milieu du siècle (2041-2070) selon différents scénarios d'émission de gaz à effet de serre à partir des nouvelles projections climatiques de référence DRIAS-2020. Ils sont consultables sur un site dédié publié par Météo-France en novembre 2022.

## Urbanisme

### Typologie
Au 1er janvier 2024, Moroges est catégorisée commune rurale à habitat dispersé, selon la nouvelle grille communale de densité à sept niveaux définie par l'Insee en 2022.
Elle est située hors unité urbaine. Par ailleurs la commune fait partie de l'aire d'attraction de Chalon-sur-Saône, dont elle est une commune de la couronne,. Cette aire, qui regroupe 109 communes, est catégorisée dans les aires de 50 000 à moins de 200 000 habitants,.

### Occupation des sols
L'occupation des sols de la commune, telle qu'elle ressort de la base de données européenne d’occupation biophysique des sols Corine Land Cover (CLC), est marquée par l'importance des territoires agricoles (89,3 % en 2018), en diminution par rapport à 1990 (90,5 %). La répartition détaillée en 2018 est la suivante : prairies (42,5 %), zones agricoles hétérogènes (30,1 %), cultures permanentes (16,5 %), zones urbanisées (8,1 %), milieux à végétation arbustive et/ou herbacée (2,2 %), terres arables (0,3 %), forêts (0,3 %). L'évolution de l’occupation des sols de la commune et de ses infrastructures peut être observée sur les différentes représentations cartographiques du territoire : la carte de Cassini (XVIIIe siècle), la carte d'état-major (1820-1866) et les cartes ou photos aériennes de l'IGN pour la période actuelle (1950 à aujourd'hui).

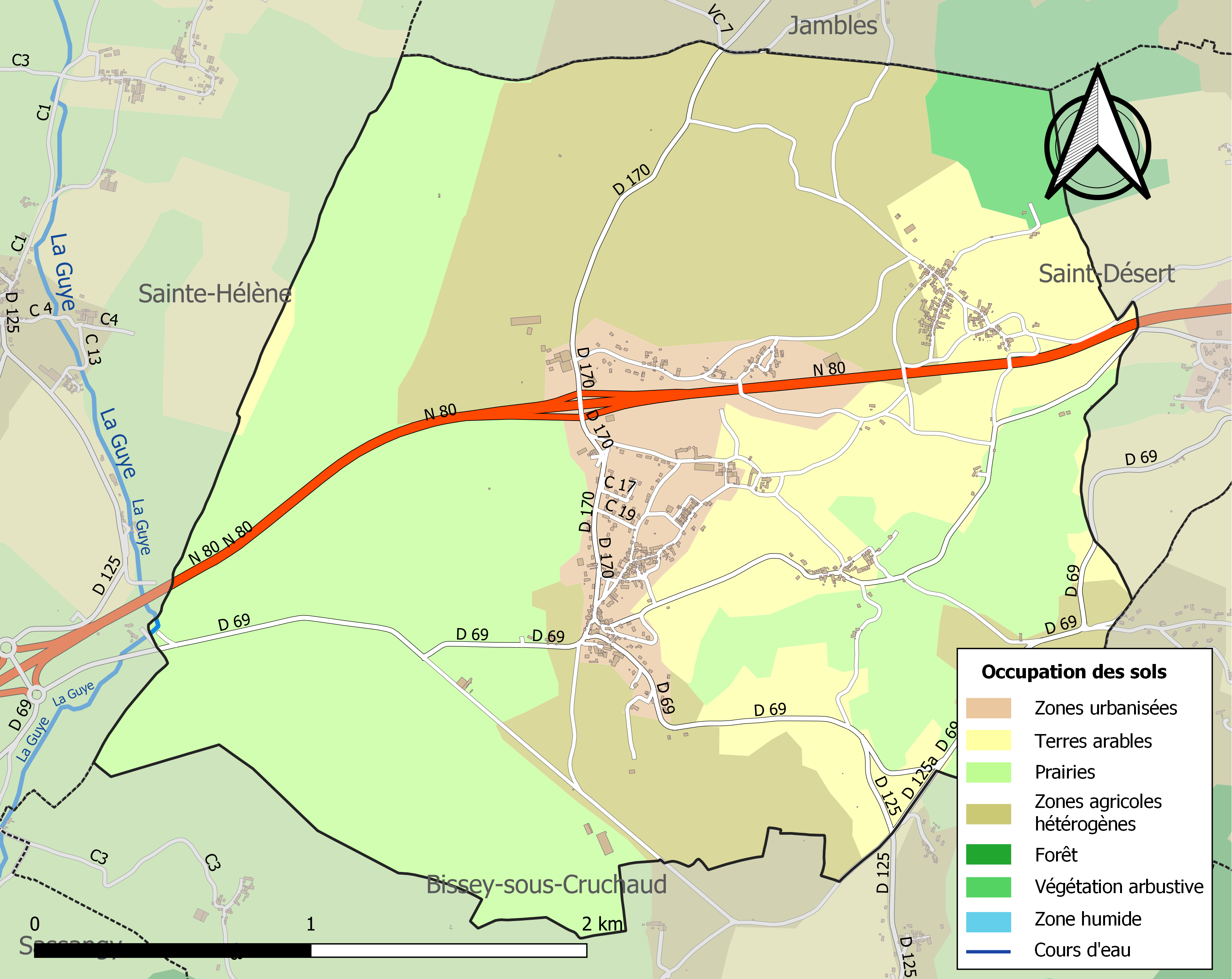
Carte des infrastructures et de l'occupation des sols de la commune en 2018 (CLC).

## Histoire
Le site de Moroges est connu depuis la Préhistoire puisqu'il a été retrouvé quelques vestiges néolithiques au lieu-dit du Monceau. On a retrouvé dans le hameau de Vingelles des restes de sépultures mérovingiennes, deux sarcophages, toujours existant, sont visibles à l'entrée du cimetière. On ne connait pas avec certitude l'origine du nom du village, mais il fut évangélisé très tôt puisque selon la tradition, saint Arige, évêque de Gap avait déclaré avoir été curé de Moroges près de Chalon (une statue de plâtre a été placée en son honneur dans le chœur de l'église actuelle). L'église de Moroges date de 1771 et a été agrandie en 1865.

## Vignoble

Les vignobles de la côte chalonnaise.

## Politique et administration

### Liste des maires
| Période                                  | Période      | Identité           | Étiquette | Qualité |
| ---------------------------------------- | ------------ | ------------------ | --------- | ------- |
| mars 1983                                | juillet 2017 | Jean Venot         | PS        |         |
| juillet 2017                             | en cours     | Marie-Hélène Porot | PS        |         |
| Les données manquantes sont à compléter. |              |                    |           |         |

### Jumelages
Aspisheim (Allemagne) depuis 2000.

## Démographie
L'évolution du nombre d'habitants est connue à travers les recensements de la population effectués dans la commune depuis 1793. Pour les communes de moins de 10 000 habitants, une enquête de recensement portant sur toute la population est réalisée tous les cinq ans, les populations de référence des années intermédiaires étant quant à elles estimées par interpolation ou extrapolation. Pour la commune, le premier recensement exhaustif entrant dans le cadre du nouveau dispositif a été réalisé en 2005.

En 2022, la commune comptait 595 habitants, en évolution de +4,2 % par rapport à 2016 (Saône-et-Loire : −1,06 %, France hors Mayotte : +2,11 %).
| 1793 | 1800 | 1806 | 1821 | 1831 | 1836 | 1841 | 1846 | 1851 |
| ---- | ---- | ---- | ---- | ---- | ---- | ---- | ---- | ---- |
| 734  | 825  | 829  | 821  | 874  | 860  | 835  | 826  | 851  |

| 1856 | 1861 | 1866 | 1872 | 1876 | 1881 | 1886 | 1891 | 1896 |
| ---- | ---- | ---- | ---- | ---- | ---- | ---- | ---- | ---- |
| 821  | 855  | 860  | 900  | 907  | 921  | 904  | 902  | 841  |

| 1901 | 1906 | 1911 | 1921 | 1926 | 1931 | 1936 | 1946 | 1954 |
| ---- | ---- | ---- | ---- | ---- | ---- | ---- | ---- | ---- |
| 836  | 769  | 649  | 560  | 526  | 433  | 415  | 432  | 379  |

| 1962 | 1968 | 1975 | 1982 | 1990 | 1999 | 2005 | 2006 | 2010 |
| ---- | ---- | ---- | ---- | ---- | ---- | ---- | ---- | ---- |
| 374  | 412  | 406  | 454  | 469  | 541  | 575  | 572  | 579  |

| 2015 | 2020 | 2022 | - | - | - | - | - | - |
| ---- | ---- | ---- | - | - | - | - | - | - |
| 577  | 584  | 595  | - | - | - | - | - | - |

## Culte
Moroges relève de la paroisse Saint-Vincent-des-Buis, qui a son siège à Buxy.

## Culture locale et patrimoine

### Lieux et monuments
- Le sentier naturel du mont Avril (à cheval également sur les communes voisines de Jambles et de Saint-Désert), géré par le Conservatoire d'espaces naturels de Bourgogne[19],[Note 4]. Le sentier de découverte offre un bel aperçu des paysages et milieux naturels de la côte chalonnaise : vignobles, pelouses calcaires et leur diversité floristique, pierriers et petites corniches. Il permet en outre d'accéder à un point de vue sur la plaine de la Saône[20].
- L'église, à l'origine dédiée à saint Martin, aujourd’hui à saint Vincent. Édifice roman datant du XIIe siècle, l'église a été agrandie en 1771 et presque entièrement reconstruite vers 1860. Le chœur fut restauré en 1995 et le clocher en 2004[21],[22].
- Le château de Moroges, datant des XIIIe et XIVe siècles.
- Plusieurs fours à pain en pierre et en bois.
- Un ancien moulin, refait entièrement en 2007.

### Personnalités liées à la commune
- Saint Arige ou Arey (535-614), évêque de Gap, qui, selon la tradition, aurait été curé de Moroges.
- Emiland Menand, (1786 à Moroges-1871 à Mellecey), homme politique, préfet de Saône-et-Loire en février-mars 1848 puis député de Saône-et-Loire à l'Assemblée constituante.

### Héraldique
| Blason de Moroges | Blason  | D'azur à trois bandes d'or, à la bordure de gueules.                             |
| Blason de Moroges | Détails | Armes de la famille de Moroges. Le statut officiel du blason reste à déterminer. |

## Pour approfondir